# Roman Bugaj (ur. 1973)
Roman Bugaj (ur. 9 sierpnia 1973 w Krakowie) – polski kick-boxer i bokser, także aktor.

## Kariera w kick-boxingu
Jako kick-boxer Roman Bugaj zdobył dwukrotnie amatorskie mistrzostwo świata oraz amatorskie mistrzostwo Europy.
Specjalizował się w formule full-contact.

## Kariera w boksie zawodowym
Roman Bugaj jako zawodowy pięściarz zadebiutował 26 lutego 1999 roku, walcząc z Brytyjczykiem Iftikhabem Ahmedem.
Swoją pierwszą zawodową porażkę poniósł w jedenastej zawodowej walce, przegrywając na punkty z Ronem Brownem. 23 listopada 2002 roku stanął do walki z Rumunem Constantinem Onofrei o tytuł interkontynentalnego mistrza Niemiec, przegrywając przez nokaut w trzeciej rundzie. 4 czerwca 2005 roku z Włochem Enzo Maccarinellim, pojedynek ten przegrywając w pierwszej rundzie przez nokaut. 26 kwietnia 2014 roku, po blisko dziewięcioletniej przerwie, powrócił na ring, wygrywając na punkty z Patrykiem Kowollem.

## Kariera aktorska (filmografia)
- 1999: Dług
- 2001: Poranek kojota − „Szczęka”
- 2002−2010: Samo życie − gangster Borys
- 2002−2004: Na dobre i na złe − bokser „Wścieklas” (odc. 98); ochroniarz Korzyckiego (odc. 193)
- 2002: Król przedmieścia − „Kelner”, człowiek „Szklanki” (odc. 1)
- 2003: Lokatorzy − bokser Eugeniusz Butor (odc. 170)
- 2004−2012: Pierwsza miłość − człowiek „Medyka”
- 2004: Dziki
- 2004: Bulionerzy − taksówkarz (odc. 2)
- 2006: Kryminalni − Marian Kowalik „Kowal” (odc. 45)
- 2006: Fałszerze – powrót Sfory (odc. 7-10)
- 2007: Mamuśki − Paproch, właściciel siłowni (odc. 13)
- 2007: Ja wam pokażę! − facet w skórze (odc. 5)
- 2007: Pitbull − kierowca karetki (odc.17)
- 2008−2009: Złotopolscy − bandyta (odc. 1011 i 1016); Sebastian Wernik (odc. 1073)
- 2008: Skorumpowani − „Szyja”
- 2008: Skorumpowani − „Szyja”
- 2009−2011: Plebania − „Szydło” (rok 2009); Bysio (odc. 1735)
- 2009: Generał Nil
- 2009: 8 w poziomie
- 2009: 39 i pół − recydywista (odc. 19)
- 2010−2011: Ojciec Mateusz − Rysio, człowiek Czarnockiego (odc. 64); Waldek, bramkarz w klubie (odc. 79); bandyta Tyczko (odc. 82)
- 2011: Układ warszawski − gość (odc. 8)
- 2011: Sztos 2 − zomowiec
- 2011: Instynkt − „Budzik” (odc. 5 i 6)
- 2012: M jak miłość − Żaryna (odc. 933 i 937)
- 2012: Komisarz Alex − „Krasnal” (odc. 25)
- 2012: Hotel 52 − trener Kuliga (odc. 67)
- 2012: Hans Kloss. Stawka większa niż śmierć − zbir Brunnera
- 2014: Komisarz Alex − Laszlo, ochroniarz Tarskiej (odc. 76)